# Esad Hasanović
Pour les articles homonymes, voir Hasanović.
Esad Hasanovic est un coureur cycliste serbe né le 24 janvier 1985 à Novi Pazar.

## Palmarès
- 2005
  - 2e du championnat de Serbie du contre-la-montre
  -  Médaillé d'argent du championnat des Balkans sur route espoirs
- 2006
  -  Médaillé de bronze du championnat des Balkans du contre-la-montre espoirs
- 2007
  -  Champion de Serbie du contre-la-montre
  -  Champion de Serbie sur route espoirs
  -  Médaillé d'argent du championnat des Balkans du contre-la-montre
- 2008
  -  Champion de Serbie du contre-la-montre
  - Grand Prix Kooperativa
  - 3e du championnat de Serbie sur route
- 2009
  - 2e du Trofeo Zssdi
  - 2e du championnat de Serbie sur route
  - 2e du championnat de Serbie du contre-la-montre
- 2010
  -  Champion de Serbie du contre-la-montre
  - Grand Prix de Moscou
  - 1re étape du Tour de Serbie
  - 3e du Tour de Serbie
- 2011
  -  Champion de Serbie du critérium
  - 2e du championnat de Serbie sur route
  - 2e du championnat de Serbie du contre-la-montre
- 2012
  -  Champion de Serbie du critérium
  - 3e du championnat de Serbie du contre-la-montre
- 2013
  -  Champion de Serbie du contre-la-montre
  - Tour of Vojvodina
  - 2e et 4e étapes du Tour du Kosovo
  - 2e du Tour d'Albanie
  - 2e du Tour du Kosovo

## Classements mondiaux
| Année           | 2005 | 2006 | 2007 | 2008 | 2009 | 2010 | 2011 | 2012 | 2013 |
| --------------- | ---- | ---- | ---- | ---- | ---- | ---- | ---- | ---- | ---- |
| UCI Europe Tour | 682e |      | 249e | 255e | 221e | 167e | 381e | 787e | 840e |